# Silometopoides pingrensis
Silometopoides pingrensis är en spindelart som först beskrevs av Crosby och Bishop 1933.  Silometopoides pingrensis ingår i släktet Silometopoides och familjen täckvävarspindlar. Inga underarter finns listade i Catalogue of Life.